# Centre pénitentiaire de Caen
Ne doit pas être confondu avec maison d'arrêt de Caen ou Centre pénitentiaire de Caen-Ifs.
Le centre pénitentiaire de Caen, dit également prison de Beaulieu, est un centre pénitentiaire situé dans le quartier de la Maladrerie à Caen. Il accueille des détenus condamnés à de longues peines depuis 1975. Le bâtiment du XIXe siècle est inscrit au titre des monuments historiques depuis le 29 octobre 1975.

## Historique
Henri II d'Angleterre fonde en 1161 une léproserie route de Bayeux. Couvrant une surface de 4,86 hectares entourée de murs, le bâtiment est construit au centre d'un carré. En 1696, elle est transformée en maison de force pour les mendiants et prostituées. Au XVIIIe siècle, la Grande maladrerie est en ruine. À partir de 1769, sous le mandat de l'intendant François-Jean Orceau de Fontette, on construit à son emplacement un dépôt de mendicité afin d'y enfermer les pauvres, les malades et les délinquants ; mais les travaux ne sont pas terminés, faute de financement. Beaulieu devient le principal centre de détention de la ville. Elle accueille également des personnes détenues par lettres de cachet. Après la destruction de la tour Chastimoine en 1795, la prison accueille les malades mentaux qui y étaient enfermés. L'établissement perd tout usage hospitalier en 1820 puisque les malades mentaux sont désormais envoyés au Bon-Sauveur.
De 1808 à 1817, l'établissement accueille les condamnés du département. Par une ordonnance du 6 avril 1817, l'endroit devient la maison centrale de détention de Beaulieu. Les bâtiments sont aménagés en conséquence. En 1820, l'administration confie la reconstruction de la prison à Jean-Baptiste Harou-Romain, architecte du département, puis en 1821 à son fils Nicolas Harou-Romain qui lui succède. Le plan de la nouvelle prison est marqué par l'orthogonalité : quatre ailes forment un carré et deux ailes perpendiculaires fractionnent ce quadrilatère en quatre cours d’égale superficie ; au centre, est érigée la chapelle et, à chaque angle, quatre grands pavillons. Ce plan symétrique permet une stricte séparation entre le quartier des hommes et des femmes et entre le quartier de détention et de correction. La prison comprend de vastes dortoirs pouvant abriter 800 personnes et des ateliers pour occuper les détenus. Une enceinte carrée est construite en 1823 avec des tourelles de surveillance à chaque angle, En 1830, un pavillon d’entrée sur la route de Bayeux est édifiée sur une seconde enceinte.
En 1842, le bâtiment sud est détruit par un incendie. Il est reconstruit entre 1843 et 1851. À cette occasion, les grands dortoirs sont remplacés par des cellules. L'ancienne chapelle du Nombril-Dieu, vendue en 1791 comme bien national et transformée en école, en magasin à bois, puis en boulangerie, est finalement démolie vers 1874-1875 pour agrandir l'établissement. À partir de 1873, la prison est réservée aux réclusionnaires et plus tard aux condamnés politiques. La maison centrale est officiellement mis en service en 1907.
Durant la bataille de Caen, les troupes allemandes en déroute incendient la prison. Le bâtiment construit en 1843 subsiste toutefois. Seules deux ailes sont reconstruites à partir de 1946 à l'ouest et à l'est ; l'ensemble prend alors la forme d'un U. En 1975, il devient centre de détention pour longues peines. Depuis 2000, l'établissement dispose d'un service médico-psychologique régional (SMPR).

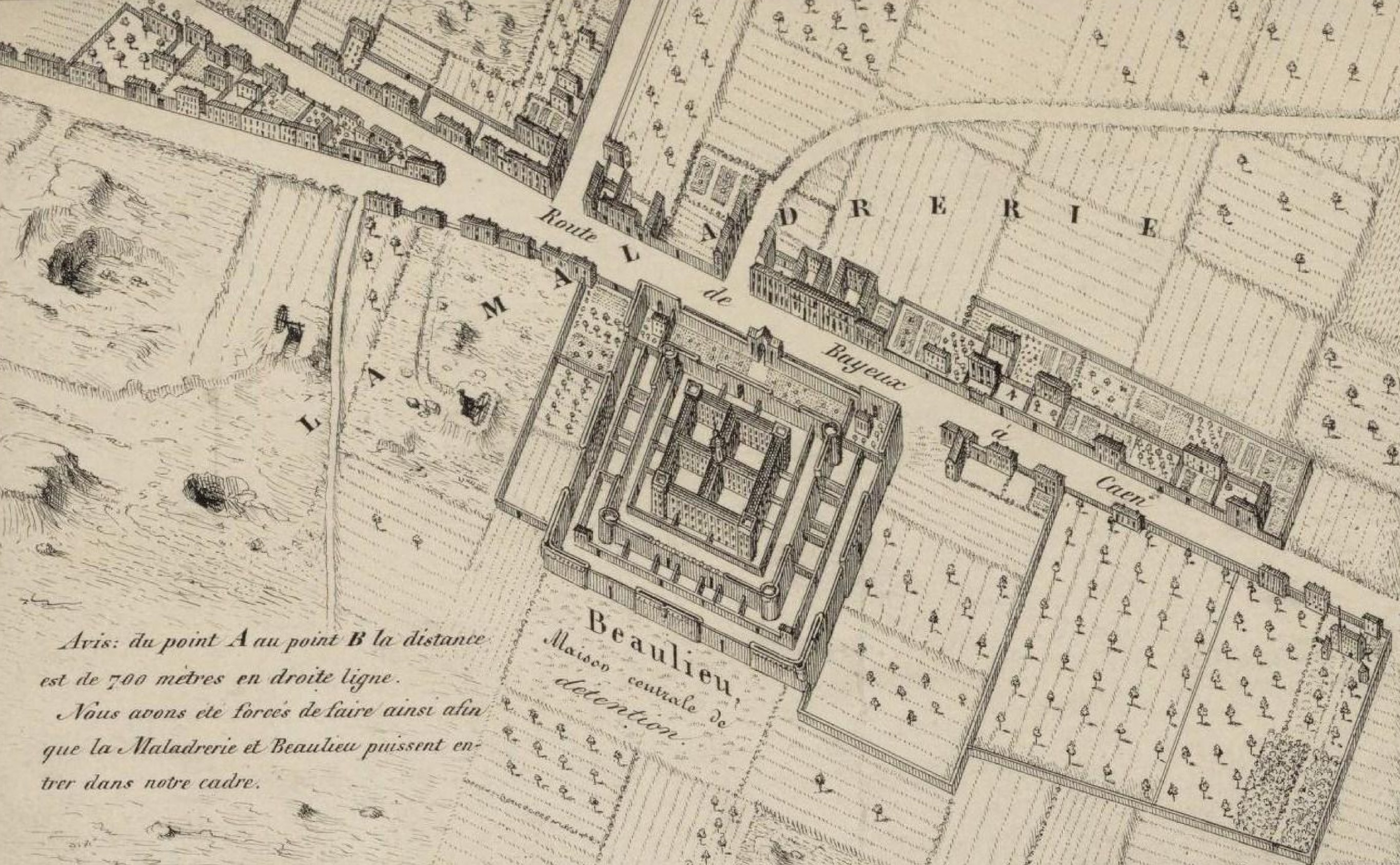
Plan de la prison vers 1850
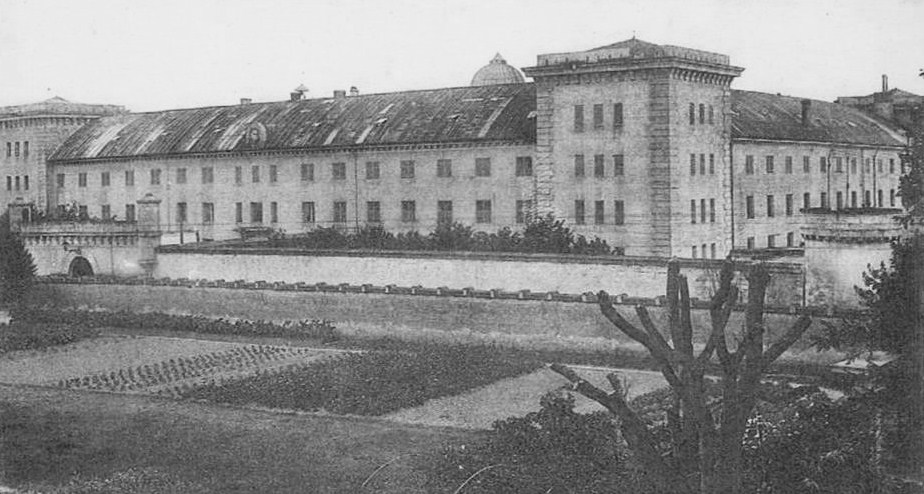
Prison au début du XXe siècle

## Fonctionnement
L'établissement accueille uniquement des hommes condamnés à des peines définitives, en majorité pour des délits et crimes à caractère sexuel. Toutefois, depuis 2000, il accueille parfois des détenus (dont certains mineurs) au sein du service médico-psychologique régional. Le nombre de places est limité à 438. En 2004, le taux d'occupation est de 94 %. 

## Architecture
Les plans de la prison sont dessinés par l'architecte du département Jean-Baptiste Harou-Romain. Les travaux débutent en 1823 et durent dix ans. En 1828, on ajoute une maison pour le directeur de l'établissement ; en 1830, la grande porte donnant sur la route est édifiée.
Après la construction des bâtiments, Nicolas Harou-Romain participe à la rédaction en 1841 d'une instruction pour la construction des maisons d'arrêt et de justice selon le régime cellulaire.
Le seul bâtiment subsistant de la prison originale et datant du milieu du XIXe siècle est inscrit aux monuments historiques par arrêté du 29 octobre 1975. Quatre miradors marquent les angles du mur d'enceinte.

## Détenus notoires
Le centre pénitentiaire de Caen a accueilli de nombreux détenus, notamment Patrick Henry, Francis Évrard, l'un des frères Jourdain  ou encore André Pauletto, l'un des  plus anciens détenus de France, qui est décédé dans cette prison en 2016 après avoir passé plus de 50 ans en détention.